# Гарбузівка (зупинний пункт, Сумська дирекція Південної залізниці)
Гарбузі́вка — пасажирський залізничний зупинний пункт Сумської дирекції Південної залізниці на лінії Боромля — Лебединська.
Розташований у селі Яроші Сумського району Сумської області між станціями Боромля (16 км) та Рябушки (3 км).
На платформі зупиняються приміські поїзди.